# Капніст Павло Олексійович
Граф Павло Олексійович Капніст (27 липня (9 серпня) 1842, Вознесенське, Полтавська губернія — 20 жовтня (2 листопада) 1904, Ялта, Таврійська губернія) — чиновник та дворянин Російської імперії. Походив з роду Капністів.

## Життєпис
Народився 9 серпня 1842 року в селі Вознесенське Золотоніського повіту Полтавської губернії в родині декабриста Олексія Капніста та його дружини Уляни Білухи-Кохановської. Мав трьох братів (Дмитро, Василь, Петро) та двох сестер (Олександра, Марія).
1865 року закінчив юридичний факультет Московського університету.
28 квітня 1865 року вступив на службу в Міністерстві юстиції. У 1867—1868 роках перебував у відставці. 1870 року призначений товаришем прокурора окружного суду, 1871 року — чиновником за оберпрокурорський стіл у 3-му департаменті сенату, після цього служив київським губернським прокурором. У 1874—1877 роках — керівник канцелярії Міністерства, у 1877—1880 — прокурор Московської судової палати. З 1880 по 1893 рік був попечителем Московського освітнього округу. Гласний Московської міської думи в 1893—1896 роках. Сенатор Сенату Російської імперії з 1895 року.
Мав чини дійсного статського радника (1879), таємного радника (1888).
Станом на 1882 рік володів у Полтавській губернії 1300 десятинами землі.
Помер у Ялті 2 листопада 1904 року.

## Праці
Павло Капніст писав твори на освітні теми.
- «Классицизмъ, какъ необходимая основа гимназическаго образованія» («Русское Обозрение», 1891)
- «Исторический очеркъ развития реальнаго образованія в Германіи до восьмидесятыхъ годовъ нашего столѣтия» (1899)
- «Къ вопросу о реорганизаціи среднего образованія» (1901)
- «Университетскія вопросы» («Вестн. Евр.», 1903)

## Родина
7 лютого 1869 року в Москві одружився з Емілією Олексіївною Лопухіною (нар. 27 жовтня (8 листопада) 1845), дочкою московського чиновника Олексія Лопухіна. У подружжя народилося троє дітей:
- Олексій (17 (29) травня 1871 — 31 жовтня 1918), контрадмірал;
- Софія (нар. 23 квітня (5 травня) 1873, Київ — пом. 9 листопада (21 листопада) 1880)[3]
- Дмитро (5 (17) червня 1879 — 6 липня 1926), юрист.

## Нагороди
Російські
- Орден Святого Станіслава I ступеня (1884)
- Орден Святої Анни I ступеня (1892)

Закордонні
- Третя французька республіка: Орден Почесного легіону (1894)[4]